# Kennett (Missouri)
Kennett is een plaats (city) in de Amerikaanse staat Missouri, en valt bestuurlijk gezien onder Dunklin County.

## Demografie
Bij de volkstelling in 2000 werd het aantal inwoners vastgesteld op 11.260.
In 2006 is het aantal inwoners door het United States Census Bureau geschat op 10.950, een daling van 310 (-2,8%).

## Geboren in Kennett
- Dan Landrum (1961), hakkebordspeler
- Sheryl Crow (1962), singer-songwriter en gitariste

## Geografie
Volgens het United States Census Bureau beslaat de plaats een oppervlakte van
17,2 km², geheel bestaande uit land.

## Plaatsen in de nabije omgeving
De onderstaande figuur toont nabijgelegen plaatsen in een straal van 20 km rond Kennett.